# Глобинська міська рада
Глобинська міська рада — орган місцевого самоврядування у Глобинському районі Полтавської області з центром у місті Глобине.

## Населені пункти
| № | Назва          | Тип   | Рік заснування | Площа км² | Населення 2001, ос. | Густота, чол/км² | Середня висота над рівнем моря, м |
| - | -------------- | ----- | -------------- | --------- | ------------------- | ---------------- | --------------------------------- |
| 1 | Глобине        | місто | 1737           | 17        | 12 801              | 762 060          | 97                                |
| 2 | Кордубанове    | село  |                | 0,503     | 214                 | 425,45           | 119                               |
| 3 | Новодорожнє    | село  |                | 0,45      | 53                  | 117,78           | 98                                |
| 4 | Новомосковське | село  |                | 0,798     | 334                 | 418,55           | 105                               |
| 5 | Семимогили     | село  |                | 1,905     | 271                 | 142,26           | 110                               |
| 6 | Старий Хутір   | село  |                | 0,863     | 252                 | 292              | 85                                |
| 7 | Черевані       | село  |                | 0,808     | 304                 | 376,24           | 94                                |
| 8 | Шепелівка      | село  |                | 3,595     | 562                 | 156,33           | 92                                |

## Влада
Загальний склад ради - 30
Міські голови (голови міської ради)
- Джусь Станіслав Васильович

31.10.2010 - зараз
- Ковнір Сергій Олександрович

26.03.2006 - 31.10.2010